# Kapelle Aletshofen

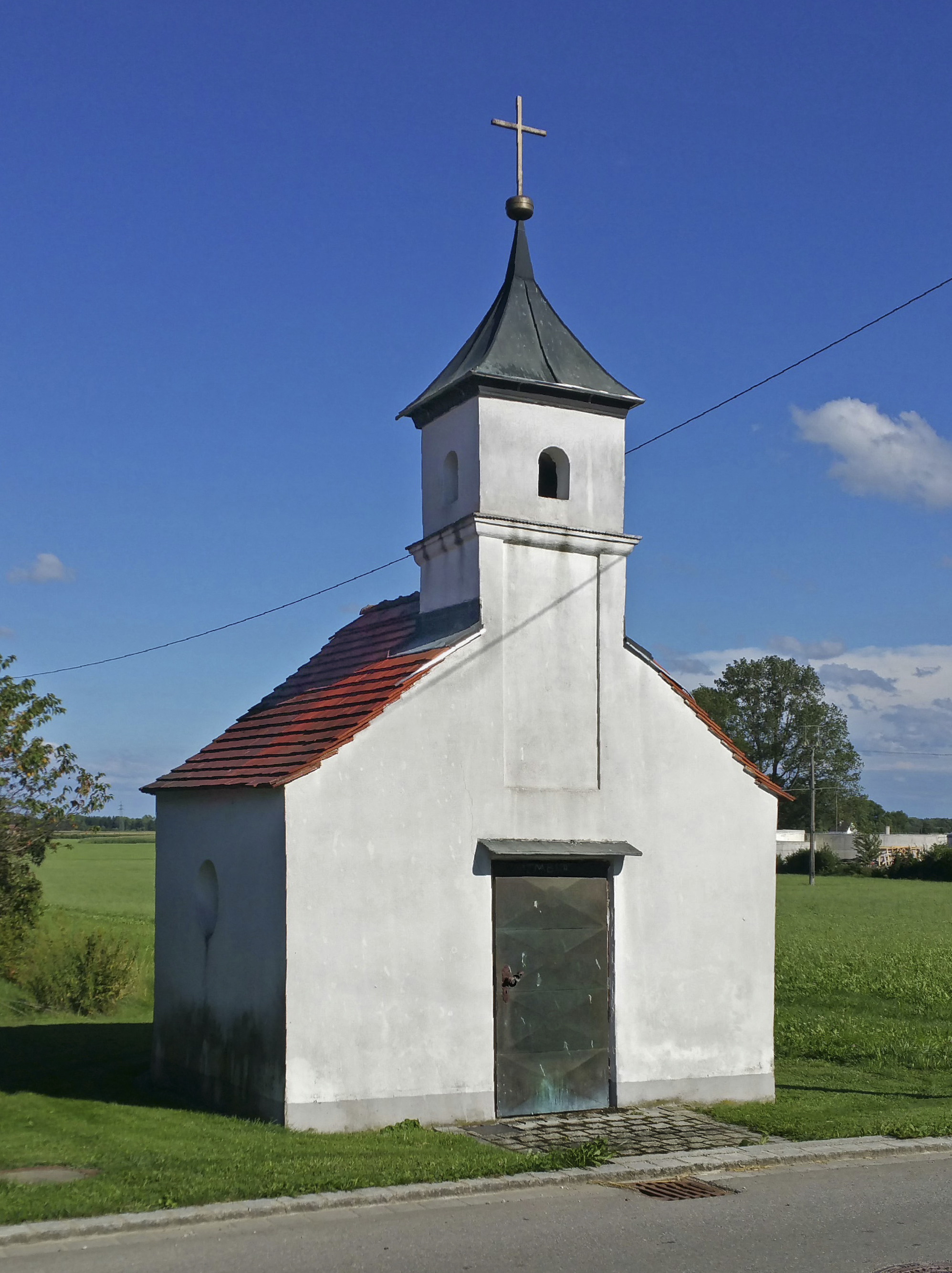
Kapelle Aletshofen

Die kleine römisch-katholische Kapelle im oberschwäbischen Aletshofen, einem Ortsteil der Gemeinde Ettringen im Landkreis Unterallgäu in Bayern, steht unter Denkmalschutz. Sie befindet sich südlich von Hausnummer 40 und stammt aus dem 18. Jahrhundert. Die Kapelle besitzt eine Flachdecke und einen leicht eingezogenen Chor mit einem halbrunden Schluss. An den Längsseiten befindet sich je ein Rundbogenfenster, an der Westseite eine Rechtecktür. Der Westgiebel wird von schlichten Gesimsen gerahmt. Der Dachreiter, dessen Sockel einen quadratischen Grundriss hat, wird von einem profilierten Gesims abgeschlossen. Das Oberteil des Dachreiters hat eingezogene, rundbogige Öffnungen. Das Zeltdach der Kapelle ist mit Dachziegeln gedeckt.
Auf dem modernen Mensa-Altar stehen drei Figuren aus der Mitte des 18. Jahrhunderts, die den heiligen Ulrich, die Muttergottes und den heiligen Georg darstellen. Das Kruzifix im Langhaus stammt aus der zweiten Hälfte des 18. Jahrhunderts.